# Howard Nathan
Howard Nathan (Peoria, 21 de enero de 1972-íbid. 28 de julio de 2019) fue un jugador de baloncesto estadounidense que jugó una temporada en la NBA. Con 1,80 metros de estatura, jugaba en la posición de base.

## Trayectoria deportiva

### Universidad
Tras haber disputado en 1991, en su época de high school, el prestigioso McDonald's All-American Game, jugó una temporada con los Blue Demons de la Universidad DePaul, siendo transferido al año siguiente a los Warhawks de la Universidad Louisiana-Monroe, donde jugó una temporada más. En total promedió 10,5 puntos, 5,8 asistencias y 2,5 rebotes por partido. Fue incluido en su último año en el segundo mejor quinteto de la Southland Conference, tras liderar la conferencia en asistencias, con 7,8 por partido.

### Profesional
Tras no ser elegido en el 1993, tuvo que esperar hasta la temporada 1995-96 cuando fichó como agente libre por los Atlanta Hawks. Allí jugó únicamente cinco partidos antes de ser despedido, en los que promedió 2,3 puntos.

## Estadísticas de su carrera en la NBA

### Temporada regular
| Temp.   | Edad | Equipo        | Liga | Pos. | P | TIT | MIN | TC  | TCA | %TC  | 3P  | 3PA | %3P  | 2P  | 2PA | %2P  | TL  | TLA | %TL  | R.OF. | R.DEF. | REB | ASIS | ROB | TAP | PER | FP  | PTS |
| 1995-96 | 24   | Atlanta Hawks | NBA  | PG   | 5 | 0   | 3.0 | 1.0 | 1.8 | .556 | 0.0 | 0.2 | .000 | 1.0 | 1.6 | .625 | 0.6 | 0.8 | .750 | 0.0   | 0.0    | 0.0 | 0.4  | 0.6 | 0.0 | 1.6 | 0.4 | 2.6 |
| Total   |      |               | NBA  |      | 5 | 0   | 3.0 | 1.0 | 1.8 | .556 | 0.0 | 0.2 | .000 | 1.0 | 1.6 | .625 | 0.6 | 0.8 | .750 | 0.0   | 0.0    | 0.0 | 0.4  | 0.6 | 0.0 | 1.6 | 0.4 | 2.6 |

## Vida posterior
Tras dejar el baloncesto profesional, regresó a su ciudad natal, donde entrenó a equipos de instituto, logrando cinco títulos consecutivos. En 2006 sufrió un accidente de circulación que le dejó postrado en una silla de ruedas.
Falleció el 28 de julio de 2019 a los 47 años de edad.